# Stefano De Lisi
Stefano De Lisi o Delisi (Palermo, 22 novembre 1864 – Palermo, 19 marzo 1886) è stato uno scultore italiano.

## Biografia

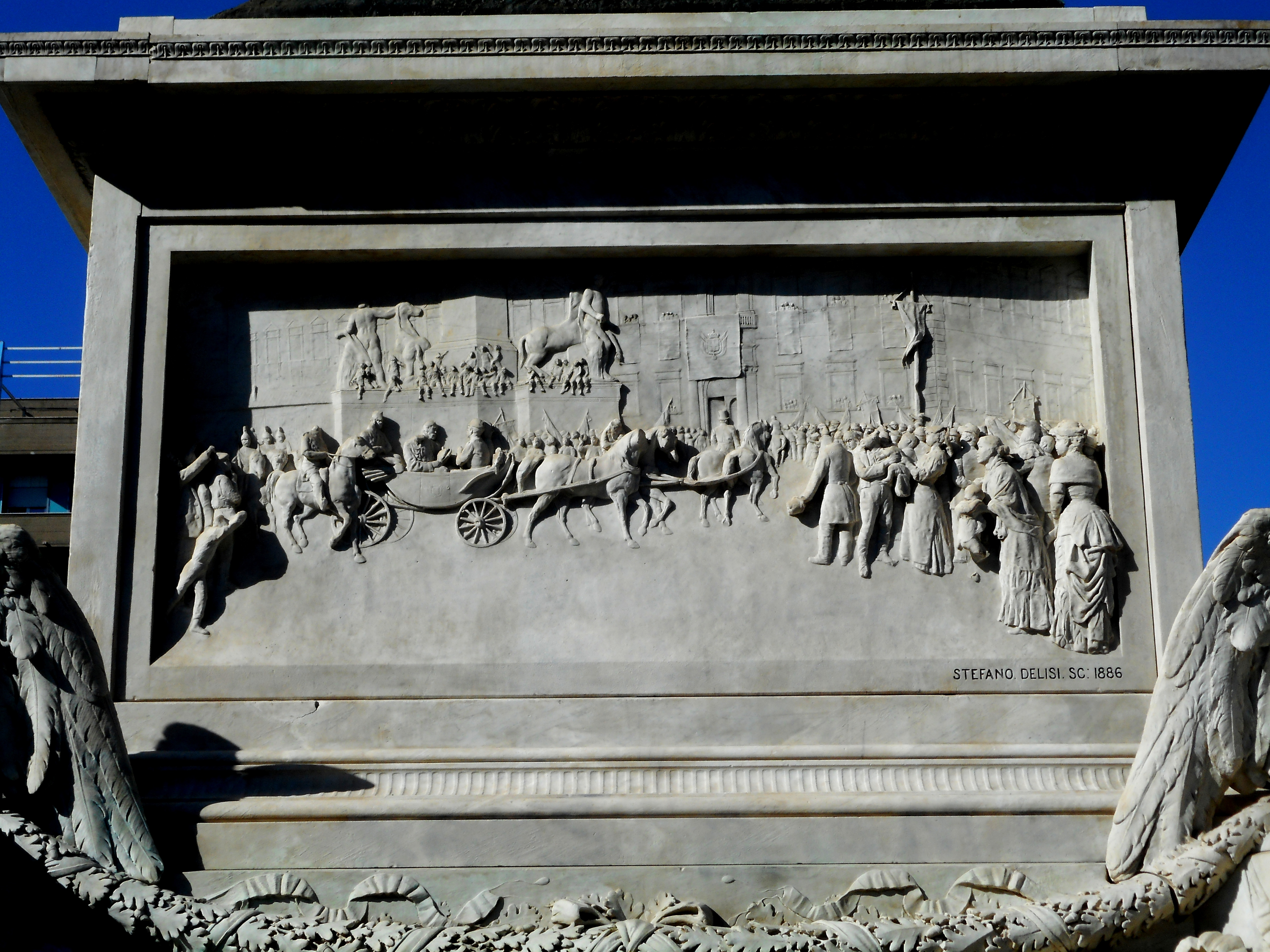
L'entrata di Vittorio Emanuele II a Roma

Figlio d'arte, nacque da Giuseppa Cattarinich e dal celebre scultore Benedetto De Lisi, che lo introdusse alla materia fin da bambino iniziandolo alla lavorazione della creta. Grazie all'avvocato Puglia venne iscritto al collegio di San Rocco, dove uscì a diciott'anni con una formazione umanistica (lettere) e artistica (disegno e modellato).
Divenne allievo del corso libero del nudo del pittore Salvatore Lo Forte.
Non tardò il suo ingresso nel mondo dell'arte (1881) che coll'opera, andata perduta, ritraente il filosofo greco antica Egesias (Egesia di Cirene) ottenne numerosi riscontri positivi, tra i quali le note di Giulio Monteverde e Domenico Morelli, e anche il bozzetto (oggi alla Galleria d'Arte Moderna di Palermo) di una scultura in bronzo San Tommaso incredulo, parte di un gruppo di medaglioni da collocare al cimitero monumentale di Catania.
Partecipò al concorso internazionale indetto a Roma (1885) per la statua equestre di re Vittorio Emanuele II e al concorso a Palermo per la statua equestre di Garibaldi, che non vinse.
Vinse il concorso per il rilievo L'entrata di re Vittorio Emanuele II a Roma collocato nel basamento della statua equestre di Vittorio Emanuele in piazza Giulio Cesare.
Si fece conoscere come realizzatore di busti, medaglioni per monumenti funerari e bozzettista, questi ultimi andati quasi del tutto perduti.
L'originalità della sua opera legate ad impressioni innovative gli fece meritare la fama che ebbe nella sua breve vita.

### Famiglia
- Domenico De Lisi, fratello minore
- Antonio Ugo, cognato
- Giuseppe Vittorio Ugo, nipote
- Benedetto De Lisi (1898), nipote